# Kayhauserfeld
Kayhauserfeld ist ein Ortsteil von Bad Zwischenahn im niedersächsischen Landkreis Ammerland. Er grenzt im Südwesten an Ekern, im Westen an  Kayhausen, im Norden an Aschhausen, im Nordosten an Westerholtsfelde, im Südosten an Petersfehn II und im Süden an Kleefeld. Mit Ausnahme von Kleefeld, das zur Gemeinde Edewecht gehört, sind alle Nachbarn Bauerschaften der Gemeinde Bad Zwischenahn.
In Kayhauserfeld befindet sich das Naturschutzgebiet Großes Engelsmeer, ein mit Birken umgebener Moorsee.

## Geschichte
Bis 1860 gehörte Kayhauserfeld zusammen mit Kayhausen, dem es einst zugeordnet war, zur Bauerschaft Zwischenahn. Da der Boden überwiegend aus Moorflächen bestand, begann die Besiedlung spät. 1825 wurden 14 Einwohner gezählt, und erst 1892 wurden die ersten Kolonate an Siedler vergeben, die das Moorland kultivieren sollten. Auch heute noch ist Kayhauserfeld abseits der verhältnismäßig wenigen Stichstraßen dünn besiedelt.
Bis 1912 besuchten die Kayhauserfelder Schüler die Schule in Kayhausen. Dann wurde aufgrund der gestiegenen Schülerzahl eine eigene Schule in Kayhauserfeld errichtet, die zum Ende des Schuljahres 1971/72 geschlossen wurde. Seitdem besuchen die Schüler nördlich der Bahnstrecke Oldenburg–Leer, die den Ort der Länge nach durchquert, die Grundschule Elmendorf/Aschhausen. Schüler südlich der Bahnlinie besuchen die Grundschule in Petersfehn I.

## Gewerbe
In den vergangenen Jahren wurden intensiv Gewerbe- und Industriebetriebe in Kayhauserfeld angesiedelt. So befinden sich neben mit dem überörtlichen Industriepark Kayhauserfeld noch die Gewerbegebiete Haarenstroth, Östlich der Feldlinie und Westlich der Feldlinie am Ort. Mit dem Gebiet Östlich der Industriestraße sind bereits weitere Gewerbeflächen in Planung.
Bekannte in Kayhauserfeld ansässige und produzierende Unternehmen sind unter anderem der Produzent von Wurstwaren Rügenwalder Mühle, die Aalräucherei Friedrich Bruns sowie der Hersteller von Sanitärtechnik Hüppe.